# Resources Capital Football Club
Maillots
Actualités
Le Resources Capital Football Club (en chinois : 晉峰足球會), plus couramment abrégé en Resources Capital, est un club hongkongais de football fondé en 1982 et basé à Kowloon à Hong Kong.

## Histoire

### Historique des noms
- 1982 : fondation du club sous le nom de Tai Chung Publisher
- 2001 : le club est renommé EU Tai Chung
- 2008 : le club est renommé Advance Tai Chung
- 2009 : le club est renommé Tai Chung FC

## Bilan sportif

### Palmarès
| Compétitions nationales                                                                                               |
| --- |
| - Championnat de Hong Kong D2 : - Vice-champion : 2008-09. - Championnat de Hong Kong D3 : - Vice-champion : 2006-07. |

### Bilan saison par saison
|           | I    | II | III | Points | Journées | V  | N | D | B.M. | B.P. | Diff. |
| 2010-2011 | ...e |    |     |        |          |    |   |   |      |      |       |
| 2009-2010 | 8e   |    |     | 19 pts | 18       | 4  | 7 | 7 | 15   | 25   | -10   |
| 2008-2009 |      | 2e |     | 42 pts | 18       | 13 | 3 | 2 | 51   | 20   | +31   |
| 2007-2008 |      | 7e |     | 19 pts | 18       | 5  | 4 | 9 | 28   | 38   | -10   |
| 2006-2007 |      |    | 2e  | 43 pts | 19       | 13 | 4 | 2 | 38   | 15   | +13   |
| 2005-2006 |      |    | 3e  | 45 pts | 19       | 14 | 3 | 2 | 67   | 23   | +44   |

## Personnalités du club

### Présidents du club
- Tam Kwok Pui
- Tang Wai Ho

### Entraîneurs du club
- Dejan Antonić
- Joan Esteva